# 氷室蓮司
『氷室蓮司』（ひむろれんじ）は、2024年4月12日劇場公開の日本映画。本宮泰風主演、辻裕之監督。日本統一10周年記念作品第1弾。日本統一シリーズ初の海外撮影作品。ロケ地は台湾。日本統一初となる本作の公式ビジュアルブックが秋田書店から2024年3月4日に発売。 
2024年4月2日、新宿バルト9で完成披露舞台挨拶が舘昌美司会で行われ、本宮泰風、山口祥行、山岡樹、本田広登、喜矢武豊、辻裕之監督が登壇した。
2024年4月13日、劇場公開後初の舞台挨拶が舘昌美司会で行われ、本宮泰風、山口祥行、本田広登、喜矢武豊、辻裕之監督が登壇した。

## ストーリー
沖縄、黒龍幇のアジトで、氷室蓮司（本宮泰風）は田村（山口祥行）、石沢（本田広登）、翁長（喜矢武豊）を従え黒龍幇と銃撃戦になる。東京に戻った氷室のスマホに「I’m waiting for you. Come alone.」（お前を待っている。一人で来い。）というメッセージと、猿ぐつわを嵌められ椅子に縛り付けられた氷室の実子・畑中悠太（山岡樹）の写真が届く。氷室は元妻・涼子（松本若菜）に電話をし、悠太は高校の修学旅行で台湾にいると知らされた氷室は、一人、台湾に向かった。

## キャスト
- 三代目侠和会若頭 氷室蓮司：本宮泰風
- 篠原将人：黒羽麻璃央
- 三代目侠和会四代目山崎組若頭補佐 謙勇会会長 石沢勇将：本田広登
- 三代目侠和会三代目川谷組悠成会若頭 翁長照邦：喜矢武豊
- 三代目侠和会本部長 田村悠人：山口祥行
- 畑中悠太（氷室の息子）：山岡樹
- 涼子（氷室の元妻）：松本若菜
- 楊愛玲（刑事）：シャドウ・リュウ
- 蔡先勇（楊刑事の上司）：吳昆達
- 黒龍幇の幇主 林豊洲：應朗丰
- リン・フイミン ※特別出演
- 台湾人通訳 李文環：大谷主水
- 施翔泰：与座重理久
- 陳禹皓：白川祐平
- 石橋穂乃香
- 具志堅用高

## スタッフ
- 監督・脚本：辻裕之
- 総合プロデュース：本宮泰風
- エグゼクティブプロデューサー：鈴木祐介
- プロデューサー：服巻泰三
- 主題歌：「Kashira」「Kaze」作曲・編曲：宅見将典（Masa Takumi）音楽出版：フジパシフィックミュージック　レーベル：Utanashi Records
- 撮影：岡雅一
- 照明：大町昌路
- 録音：岩間翼
- 衣装：荒川小百合
- 美術：中谷暢宏・大島政幸
- メイク：坂口佳那恵
- 音楽プロデューサー：吉川清之
- 音響効果・整音：藤本淳
- ガンエフェクト：浅生マサヒロ
- 技闘：玉寄兼一郎
- 編集・VFX：恒川岳彦
- キャスティング：渡辺有美
- 制作担当：橘慎
- 助監督：山鹿孝起
- メインスチール：三宅英文
- メインテーマ：宅見将典
- コ・プロデューサー：劉士華・龍力維
- 台湾キャスティング：柯博仁
- コーディネーター：大和
- 台湾ロケーション協力：林鼎翔
- 特別協力：chocolate film
- 制作協力：ソリッドフィーチャー
- 製作「氷室蓮司」製作委員会（ライツキューブ／TRUSTAR）
- 配給：ライツキューブ
- 配給協力：ティ・ジョイ

## ソフトリリース
- Blu-ray『氷室蓮司 ディレクターズカット版』（2024年10月25日、ライツキューブ）
特典映像DVD収録内容：2024.4.14 上映後舞台挨拶 @横浜ブルク13舞台挨拶（20分9秒） / 2024.6.29 最後の舞台挨拶 ＠シネマート新宿（19分18秒）
- DVD『氷室蓮司』（2024年10月25日、ライツキューブ）

## トレーディングカード
- ヒューマントラストシネマ渋谷[1] 映画『氷室蓮司』入場者プレゼント配布：非売品トレーディングカード（1種）

## 書籍
- 映画「氷室蓮司」日本統一 公式ビジュアルブック（2024年3月4日、秋田書店）[2] ISBN 978-4-253-01124-2

イベント
- 映画「氷室蓮司」日本統一 公式ビジュアルブック発売記念スペシャルトークイベント（2024年3月9日14:00〜、会場：芳林堂書店 高田馬場店 8Fイベントスペース）

## 漫画
隔週誌『ヤングチャンピオン』（秋田書店）で、コミカライズ作品『氷室蓮司〜日本統一〜』が2023年No.23（同年11月14日発売）から2025年No.7（同年3月11日発売）まで連載。作画は常石爾來也。全17話。
- 常石爾來也（漫画）・辻裕之（原作）『氷室蓮司〜日本統一〜』秋田書店〈ヤングチャンピオンコミックス〉、全3巻
  1. 2024年3月27日発売[6][7]、ISBN 978-4-253-31181-6
  2. 2024年10月18日発売[8]、ISBN 978-4-253-31182-3
  3. 2025年5月20日発売[9]、ISBN 978-4-253-31183-0

## 表紙
- 『ヤングチャンピン』 2024年8号（2024年4月9日号）本宮泰風・山口祥行